# Ga Công viên Solbat
Ga Công viên Solbat (Tiếng Hàn: 솔밭공원역, Hanja: 松林公園驛) là ga trên Ui LRT nằm ở Ui-dong, Gangbuk-gu và Ssangmun-dong, Dobong-gu, Seoul. Nó được khai trương vào ngày 2 tháng 9 năm 2017.

## Lịch sử
- 2 tháng 3 năm 2017: Tên ga được quyết định là Ga Công viên Solbat[4]
- 2 tháng 9 năm 2017: Hoạt động kinh doanh bắt đầu với việc khai trương Tuyến Ui-Sinseol của Đường sắt nhẹ Seoul.

## Bố trí ga
| Bukhansan Ui ↑                    |
| \| N/B                            |
| ↓ Nghĩa trang Quốc gia 19 tháng 4 |

| Hướng Bắc | ● Tuyến Ui-Sinseol | ← Hướng đi Bukhansan Ui                                                 |
| Hướng Nam | ● Tuyến Ui-Sinseol | → Hướng đi Hwagye · Solsaem · Đại học Nữ sinh Sungshin · Sinseol-dong → |

## Xung quanh nhà ga
- Lăng mộ Yuh Woon-Hyung
- Trường trung học cơ sở Seorabeol
- Vườn quốc gia Bukhansan
- Chợ Baegun
- Công viên Solbat
- Thư viện Dobong
- Trường tiểu học Seoul Baegun

## Hình ảnh

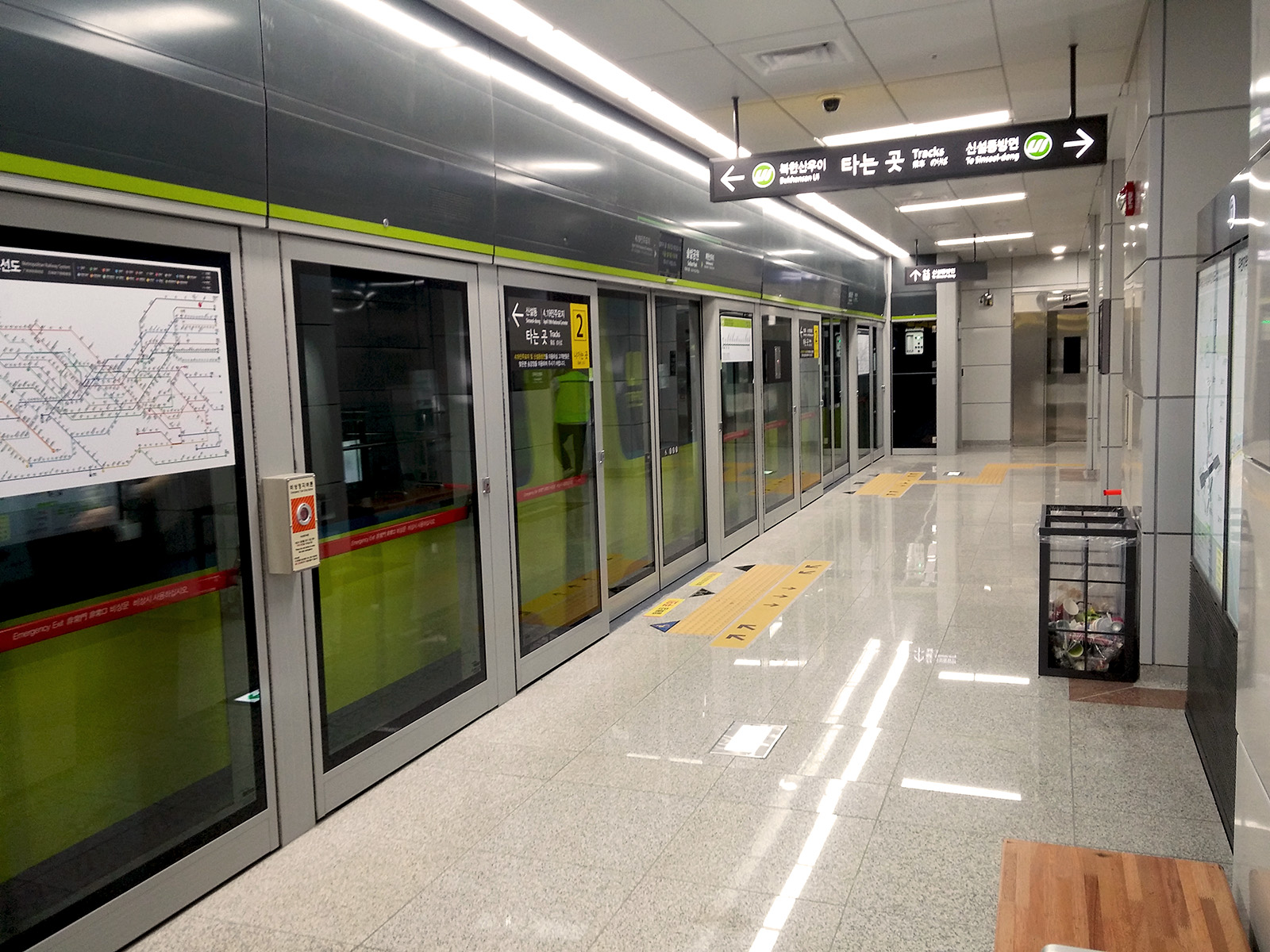
Sân ga
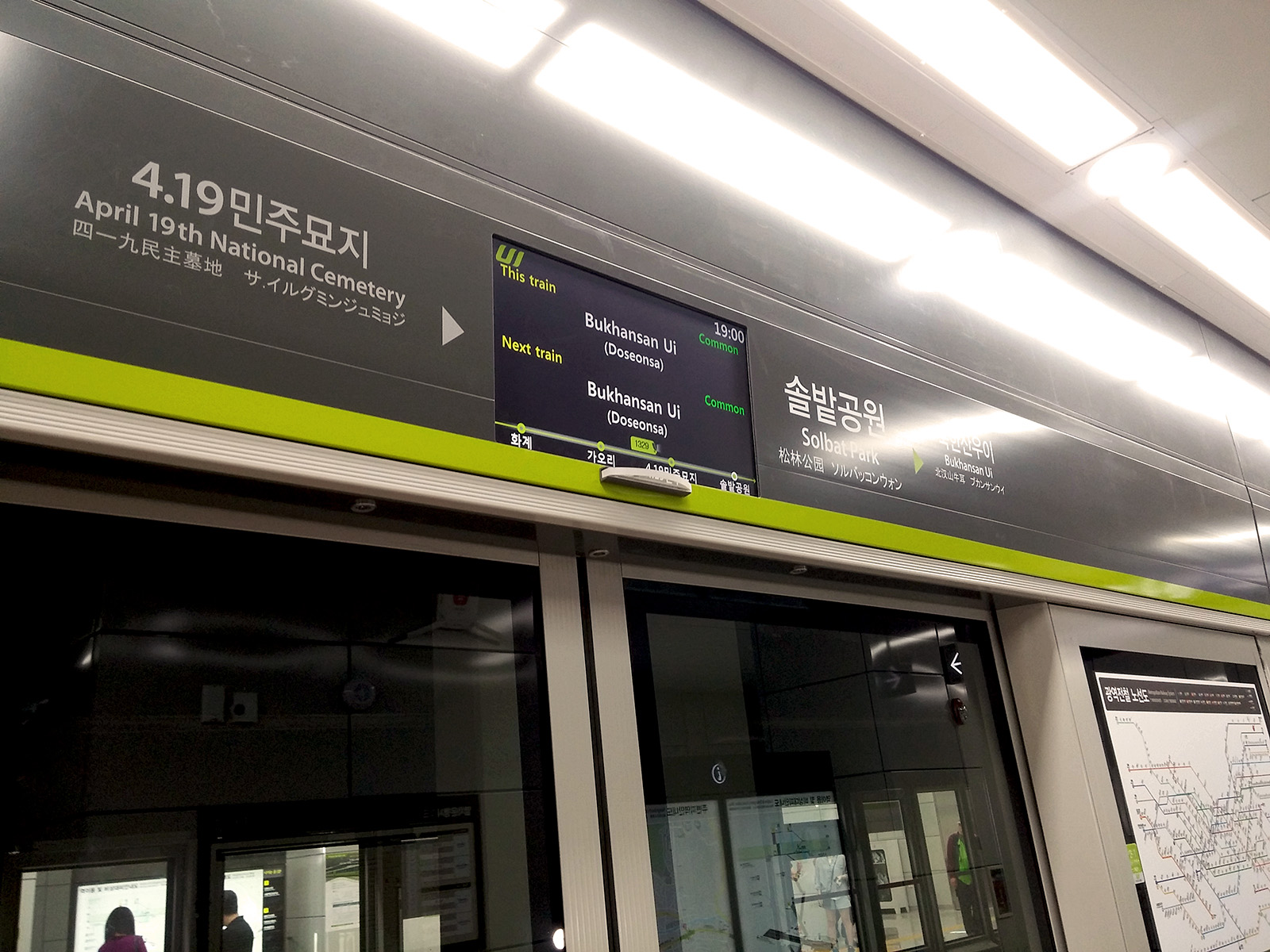
Cửa chắn sân ga
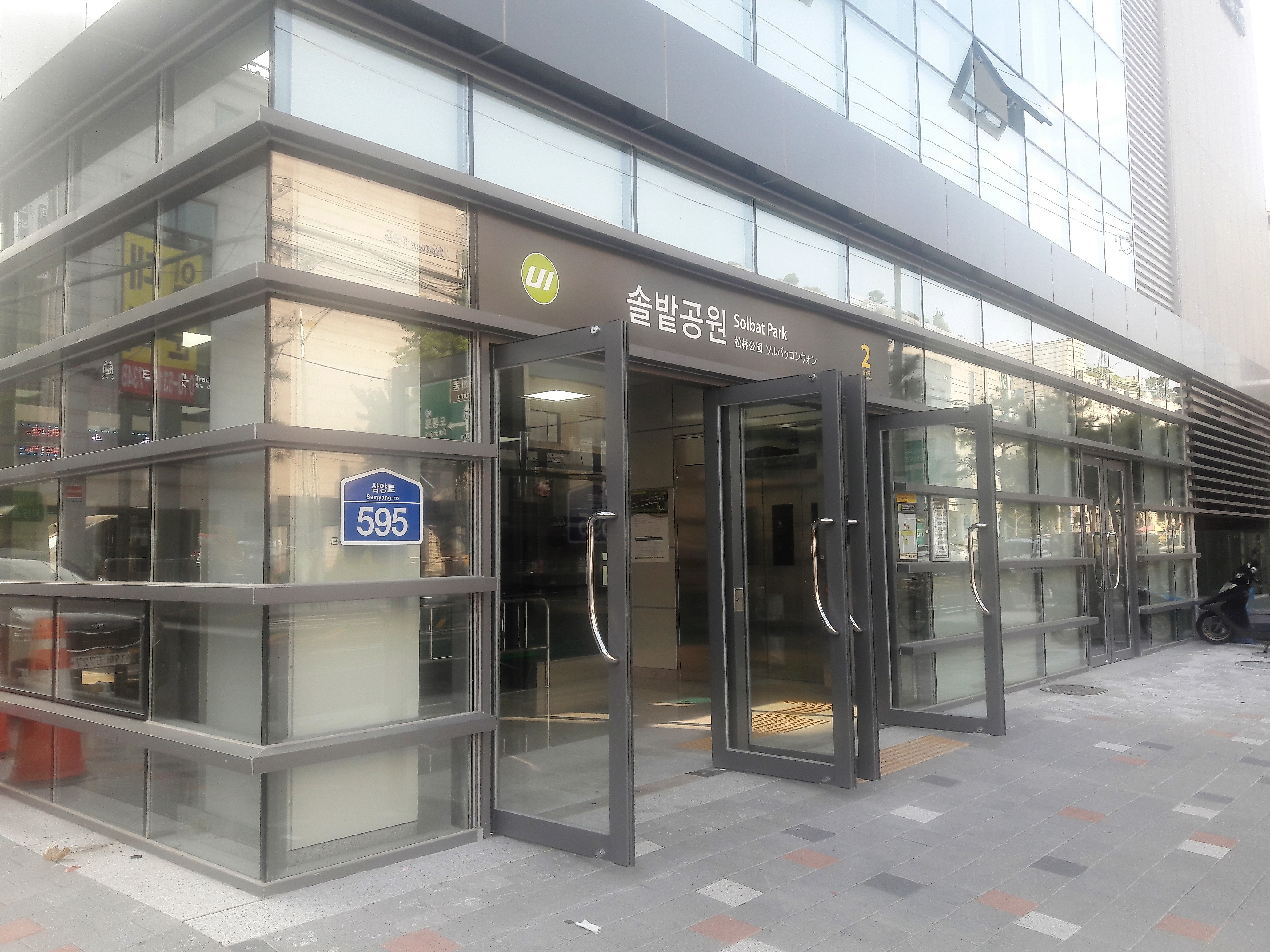
Lối ra 2